# Ballet de San Francisco
El Ballet de San Francisco (inglés: San Francisco Ballet o SFB) es una compañía de ballet residente en San Francisco, Estados Unidos, fundada en 1933 como parte del Ballet de la Ópera de San Francisco. En la actualidad reside en la War Memorial Opera House (San Francisco). Desde diciembre de 2022, la dirección artística es ejercida por Tamara Rojo. El SFB es notable por ser el primera compañía de ballet profesional de Estados Unidos y como tal presentó muchos ballets por vez primera en Estados Unidos.

## Historia

### 1938-1950
La primera producción importante que la compañía presentó fue Coppélia en 1938, coreografiada por Willam Christensen. En 1940, El lago de los cisnes fue producida en forma completa por primera vez por estadounidenses. La compañía también comenzó la tradición de mostrar El Cascanueces durante las vacaciones, la primera de las cuales se estrenó en la Nochebuena de 1944. Ésta también fue coreografiada por Willam Christensen y fue considerada como la primera producción completa de la obra más popular de Chaikovski en los Estados Unidos.
En 1942 el Ballet de la Ópera de San Francisco se partió en dos, formando compañías independientes de ballet y ópera. La mitad correspondiente al ballet fue vendida a Willam y Harold Christensen que se convirtieron en director artístico y director nombrado de la San Francisco Ballet School, respectivamente., el San Francisco Ballet Guild también se formó en este periodo como organización de apoyo para el San Francisco Ballet

### 1951-1985
En 1951 sucedió el siguiente cambio significativo en la administración del San Francisco Ballet. En este año, Lew Christensen el premier danseur en aquel tiempo se asoció a William Christensen como codirectores. Al año siguiente, Lew asumió todo la dirección. Con esta nueva administración, el SFB comenzó a expandir sus horizontes, viajes, y establecerse como una compañía de ballet estadounidense significativa. Hasta 1956, el San Francisco Ballet permaneció en la costa oeste, pero Lew llevó a la compañía al Festival de Danza de Jacob's Pillow en Massachusetts. En 1957, una compañía de ballet estadounidense hizo una gira por el Extremo Oriente por primera vez, esta fue el SFB que viajó por 11 países diferentes de Asia para actuar. En la Nochebuena de 1964, ABC-TV televisó la producción coreografiada de "Cascanueces", con el San Francisco Ballet.
Eventualmente (1972), Lew llevó a la compañía más cerca de su residencia original, la War Memorial Opera House, al nombrar oficialmente al teatro su residencia oficial.

## Cronología de producciones
| Estreno                 | Ballet                | Coreógrafo  | Principales Originales        | Notas                                              | Fuente      |
| ----------------------- | --------------------- | ----------- | ----------------------------- | -------------------------------------------------- | ----------- |
| 1938                    | Coppélia              | Christensen | Desconocido                   | Primera producción                                 | [ 1 ]       |
| 1940                    | El lago de los cisnes |             |                               |                                                    | [ 1 ] [ 2 ] |
| 24 de diciembre de 1944 | El Cascanueces        |             |                               | Comenzó la tradición del espectáculo de Nochebuena | [ 1 ] [ 2 ] |
| 1947                    | Giselle               |             |                               |                                                    | [ 2 ]       |
| 1976                    | Romeo y Julieta       |             |                               |                                                    | [ 2 ]       |
| 1978                    | La Fille Mal Gardée   | Ashton      |                               |                                                    | [ 2 ]       |
| 1981                    | La tempestad          | Smuin       |                               |                                                    | [ 2 ]       |
| 30 de abril de 2004     | Sylvia                | Morris      | Yuan Yuan Tan, Yuri Possokhov | Recientemente mostrada                             | [ 1 ] [ 3 ] |